# Jovan Divjak
Jovan Divjak, född 11 mars 1937 i Belgrad, död 8 april 2021 i Sarajevo, var en general inom bosniska armén, ansvarig för försvaret av Sarajevo under Bosnienkriget (1992–1995). Han var son till en bosnienserbisk man som arbetade och levde i Sarajevo och ansåg sig därför vara av bosnisk nationalitet.